# Roger (cardinal, 1202)
Pour les articles homonymes, voir Roger.
Roger, aussi Ruggiero et Rogerius, (né en Saint-Empire, et mort à Rome en 1213), est un cardinal allemand de l'Église catholique du XIIIe siècle, créé par le pape Innocent III.

## Biographie
Le pape Innocent III crée Roger cardinal lors du consistoire de 1202. Roger est envoyé au Danemark avec le cardinal Gregorio Crescenzi, pour finir le différend entre le roi et le clergé. Il est aussi légat en Suède et en Bohème pour y établir la discipline ecclésiastique. Roger est légat en Sicile auprès de l'empereur Fréderic.